# Rhinolophus formosae
Rhinolophus formosae là một loài động vật có vú trong họ Dơi lá mũi, bộ Dơi. Loài này được Sanborn mô tả năm 1939.